# パイナップル科
パイナップル科（パイナップルか、Bromeliaceae）は単子葉植物の科。アナナス科ともいい、学名そのままにブロメリア科ともいう。パイナップルや観賞用のアナナス類など、60属1400種ほどを含む。

## 分布
アフリカ西部にもわずかに分布するが、ほとんどがアメリカ大陸・西インド諸島の熱帯・亜熱帯の原産。
砂漠から森林まで分布する。

## 生態
葉から水分を吸収して乾燥に耐えるように進化した種が多く、やや多肉化したものもある。花は萼（がく）・花弁が各3枚、おしべが6本あり、根元に苞がある。長い茎の先に花序（総状・穂状または頭状）をつける。
多くが木に着生して生活しており、葉の根元が重なり合って雨水を貯めることができる。ブロッキニア属の2種とカトプシス属の1種は、そこに落ちた虫を栄養源とする食虫植物である。またチランジア属などには霧・露から水分を吸収しているものがある。

## 利用
パイナップルが果物として重要。アナナス類は花や葉を観賞するために観葉植物として栽培される。
パイナップル科の植物が生成するたんぱく質分解酵素であるブロメラインが料理や医療において利用される事がある。

## 分類
クロンキスト体系では単独でパイナップル目としているが、新しいAPG植物分類体系ではイネ目に入れている。

## 属
| - Abromeitiella Mez - Acanthostachys Klotzsch - Aechmea Ruiz & Pav. - サンゴアナナス属：サンゴアナナス - Ananas Mill. - アナナス属（パイナップル等) - Andrea Mez - Androlepis Brongn. ex Houllet - Araeococcus Brongn. - Ayensua L.B.Sm. - Billbergia Thunb. - ツツアナナス属：ヨウラクツツアナナス - Brewcaria L.B.Sm., Steyerm. & H.Rob - Brocchinia Schult.f. - ブロッキニア属（2種が食虫植物） - Bromelia L. - ブロメリア属 - Canistrum E.Morren - Catopsis Griseb. - カトプシス属（1種が食虫植物） - Connellia N.E.Br. - Cottendorfia Schult.f. - Cryptanthus Otto & A.Dietr. - ヒメアナナス属 - Deuterocohnia Mez - Disteganthus Lem. - Dyckia Schult.f. - Encholirium Mart. ex Schult.f. - Fascicularia Mez - フランスとイギリスで帰化した。 - Fernseea Baker - Fosterella L.B.Sm. - Glomeropitcairnia Mez - Greigia Regel - Guzmania Ruiz & Pav. - Hechtia Klotzsch - Hohenbergia Schult.f. | - Hohenbergiopsis Read - Lindmania Mez - Lymania Read - Mezobromelia L.B.Sm. - Navia Schult.f. - Neoglaziovia Mez - Neoregelia L.B.Sm. - ネオレゲリア属 - Nidularium Lem. - Ochagavia Phil. - Orthophytum Beer - Pitcairnia L'Her. - Portea K.Koch - Pseudaechmea Read - Pseudananas Hassl. ex Harms - Puya Molina - プヤ属 (プヤ・ライモンディ) - Quesnelia Gaudich. - Ronnbergia E.Morren & Andre - Steyerbromelia L.B.Sm. - Streptocalyx Beer - Tillandsia L. - チランジア属 - Vriesia Lindl. - Werauhia J.R.Grant - Wittrockia Lindm. |